# Annie Bleton-Ruget
Pour les articles homonymes, voir Bleton.
Annie Bleton-Ruget, née le 23 août 1946 à Mâcon, est une historienne française, spécialiste du monde rural du XVIIIe siècle à nos jours.

## BIographie
Elle est maître de conférences d'histoire contemporaine à l'université de Bourgogne (faculté des lettres et des sciences humaines) jusqu'en 2006. 
Elle est vice-présidente de l'Écomusée de la Bresse Bourguignonne (château de Pierre-de-Bresse) et a succédé en 2011 au naturaliste Fernand Nicolas (1919-2014) à la présidence de l'association départementale Groupe Patrimoines 71 fondée en 1969.

## Publications
- Antifascisme et nation : les gauches européennes au temps du front populaire, avec Serge Wolikow, Dijon, Éditions universitaires de Dijon (EUD), 1998.
- Voter et élire à l'époque contemporaine, avec Serge Wolikow, Dijon, Éditions universitaires de Dijon (EUD), 1999.
- Regards croisés sur l'œuvre de Georges Duby  : femmes et féodalité, avec Marcel Pacaut et Michelle Rubellin, Lyon : Presses universitaires de Lyon, 2000.
- Pays et territoires, De Vidal de la Blache aux lois d'aménagement et de développement du territoire, en collaboration avec Pierre Bodineau et Jean-Pierre Sylvestre, Dijon, Éditions universitaires de Dijon (EUD), 2002.
- Pays et frontières culturelles en Bresse, Pierre-de Bresse, Publications de l'Ecomusée de la Bresse bourguignonne, 2002.
- Le temps des sciences humaines. Gaston Roupnel et les années trente, avec Philippe Poirrier, Paris, Editions Le Manuscrit, 2006.
- La démocratie, patrimoine et projet, avec Jean-Pierre Sylvestre, Dijon, Éditions universitaires de Dijon (EUD), 2006.
- La Bresse bourguignonne. Les dynamiques d'un territoire, XVIIIe-XXIee siècle, Paris, L’Harmattan, collection « Historiques », 2014.

## Distinction
- Chevalier de l'ordre national du Mérite (décembre 2021)[2].